# Johnny Lewis
Johnny Lewis, all'anagrafe Jonathan Kendrick Lewis (Los Angeles, 29 ottobre 1983 – Los Angeles, 26 settembre 2012), è stato un attore statunitense.
Ha partecipato a vari film, come Nata per vincere, con Hilary Duff, Aliens vs. Predator 2 e Chiamata senza risposta.

## Biografia
Nacque in una famiglia seguace di Scientology, fede che lui abbandonò molto presto.
Oltre a partecipare ad alcuni film per il cinema, Lewis portò avanti una carriera televisiva. Recitò in 9 episodi della nota serie The O.C., ed ebbe un ruolo in Settimo cielo, Bones e Malcolm. Partecipò alla serie televisiva Drake & Josh e ad un episodio di Smallville, mentre nell'ultimo periodo recitò in Sons of Anarchy, interpretando Half-Sack, e in un episodio di Criminal Minds, dove impersonò un serial killer.
Il 30 ottobre 2011 Lewis ebbe un incidente con la moto, guidando ad alta velocità. Nonostante vari accertamenti e una risonanza magnetica da cui risultava che non avrebbe avuto conseguenze, Lewis iniziò a manifestare comportamenti bizzarri e illogici. Il referto medico riportò come diagnosi: "fratture della base del cranio, con probabile emorragia interna". I sintomi di un trauma cranico includono sensibilità alla luce, comportamento a volte illogico e violento e incapacità di prendere decisioni. Nonostante la famiglia avesse notato questi disturbi, come il costante desiderio di Lewis di stare al buio e comportamenti strani, i medici riferirono che tali problemi fossero dovuti a un abuso di droghe. I test tossicologici però non risultarono mai positivi alla droga. 
Tra il 2011 e il 2012 Lewis fu arrestato tre volte, per risse e per aver tentato di entrare nella casa di una donna. In nessuno degli arresti oppose mai resistenza. Riconosciuti i suoi problemi, venne rilasciato il 24 settembre 2012, due giorni prima della morte.
Il suo corpo senza vita venne trovato il 26 settembre 2012 fuori da un'abitazione di Los Angeles, insieme a quello dell'ottantunenne Catherine Davis, proprietaria della casa, che gli aveva affittato una stanza. Lewis venne trovato morto davanti alla porta dell'abitazione, probabilmente caduto dal tetto soprastante, mentre la Davis fu ritrovata morta all'interno dell'appartamento, con segni di percosse, dove sembrava essere stata trascinata. Sempre dentro la casa fu trovato un gatto morto e vetri rotti. 
La morte della Davis venne indagata come un omicidio di cui Lewis sembrava essere colpevole. Stando a molte testimonianze, la polizia intervenne dopo che alcuni vicini si erano allarmati alle urla della Davis. Un'autopsia effettuata il 29 novembre 2012 constatò che il corpo di Lewis non riportava tracce di droghe o alcool. Prima di morire qualcuno aveva cercato di strangolarlo, lasciando evidenti segni di unghie sul collo. Nessuna testimonianza o indagine portò a credere che Lewis fosse stato spinto dal tetto oppure si fosse volontariamente gettato nel vuoto. La sua morte venne classificata come "accidentale"..

## Vita privata
Nei primi anni duemila ha avuto una relazione con la cantante Katy Perry.

## Filmografia

### Cinema
- Nata per vincere (Raise Your Voice), regia di Sean McNamara (2004)
- Pretty Persuasion, regia di Marcos Siega (2005)
- Detective a due ruote (Underclassman), regia di Marcos Siega (2005)
- Palo Alto, CA, regia di Brad Leong (2007)
- Aliens vs. Predator 2 (Aliens vs. Predator: Requiem), regia di Greg e Colin Strause (2007)
- Chiamata senza risposta (One Missed Call), regia di Eric Valette (2008)
- Felon - Il colpevole (Felon), regia di Ric Roman Waugh (2008)
- The Runaways, regia di Floria Sigismondi (2010)
- Lovely Molly, regia di Eduardo Sánchez (2011)
- Magic Valley, regia di Jaffe Zinn (2011)
- 186 Dollars to Freedom, regia di Camilo Vila (2012)

### Televisione
- Settimo Cielo (7th Heaven) – serie TV, episodio 5x09 (2000)
- Malcolm (Malcolm in the Middle) – serie TV, 1 episodio (2000)
- Giudice Amy (Judging Amy) – serie TV, 1 episodio (2001)
- Undressed – serie TV (2001)
- The Guardian – serie TV, 1 episodio (2002)
- Prima o poi divorzio! (Yes, Dear) – serie TV, 1 episodio (2002)
- Boys and Girls (The Sausage Factory) – serie TV, 13 episodi (2001-2002)
- Boston Public – serie TV, 4 episodi (2001-2003)
- The Sausage Factory, regia di George Verschoor – film TV (2003)
- Drake & Josh (Drake and Josh) – serie TV, 4 episodi (2004)
- American Dreams – serie TV, 7 episodi (2003-2004)
- Give Me Five (Quintuplets) – serie TV, 22 episodi (2004-2005)
- Smallville – serie TV, 1 episodio (2005)
- The O.C. – serie TV, 9 episodi (2005-2006)
- CSI - Scena del crimine (CSI: Crime Scene Investigation) – serie TV, 1 episodio (2006)
- Bones – serie TV, 1 episodio (2007)
- Shark - Giustizia a tutti i costi (Shark) – serie TV, 1 episodio (2007)
- Eight Days a Week, regia di Pete Goldfinger, Meredith Lavender e Marcie Ulin – film TV (2007)
- Cold Case - Delitti irrisolti (Cold Case) – serie TV, 1 episodio (2008)
- Criminal Minds – serie TV, 1 episodio (2009)
- Sons of Anarchy – serie TV, 26 episodi (2008-2009)

## Doppiatori italiani
Nelle versioni in italiano delle opere in cui ha recitato, Johnny Lewis è stato doppiato da:
- Stefano Crescentini in Boys and Girls, Aliens vs. Predator 2
- Luigi Morville in Nata per vincere
- Davide Perino in Give Me Five
- Paolo Vivio in The O.C.
- Andrea Mete in CSI - Scena del crimine
- Alessio Puccio in Shark - Giustizia a tutti i costi
- Fabrizio Manfredi in Felon - Il colpevole
- Gabriele Lopez in Chiamata senza risposta
- Alessio De Filippis in Sons of Anarchy
- David Chevalier in Criminal Minds: Suspect Behavior
- Fabrizio De Flaviis in Cold Case - Delitti irrisolti
- Luca Ferrante in Lovely Molly